# Арасу
Арасу (порт. Araçu)  —  муниципалитет в Бразилии, входит в штат Гояс. Составная часть мезорегиона Центр штата Гойас. Входит в экономико-статистический  микрорегион Анаполис. Население составляет 4449 человек на 2006 год. Занимает площадь 153,599 км². Плотность населения 29,0 чел./км².

## Статистика
- Валовой внутренний продукт на 2003 год составляет 17 877 582,00 реалов (данные: Бразильский институт географии и статистики).
- Валовой внутренний продукт на душу населения на 2003 год составляет 4156,61 реалов (данные: Бразильский институт географии и статистики).
- Индекс развития человеческого потенциала на 2000 год составляет 0,733 (данные: Программа развития ООН).